# Prorocopis symmopa
Prorocopis symmopa är en fjärilsart som beskrevs av Oswald Beltram Lower 1915. Prorocopis symmopa ingår i släktet Prorocopis och familjen nattflyn. Inga underarter finns listade i Catalogue of Life.